# Rose Smith
Rose Smith, nata Rose Richtel, (New York, 6 marzo 1897 – Glendale, 29 maggio 1962), è stata una montatrice e attrice statunitense.

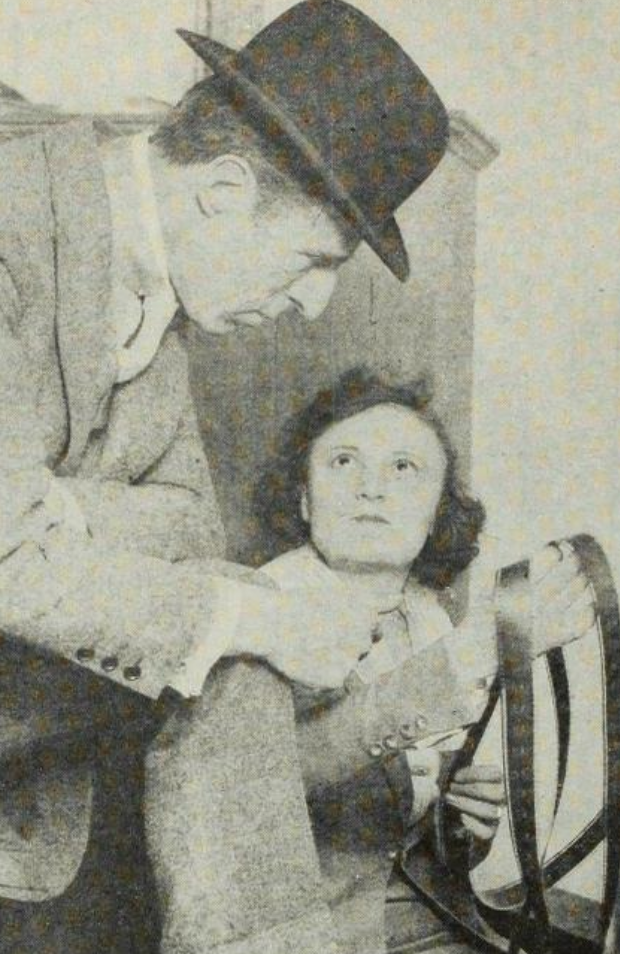
James Smith con Rose Smith, 1920

Era sposata con il montatore James Smith.

## Biografia
Nata Rose Richtel, lavorò come montatrice insieme al marito James Smith in numerosi film diretti da David W. Griffith. La sua carriera si svolse in gran parte all'epoca del cinema muto.

## Filmografia
La filmografia (secondo IMDb) è completa.

### Montatrice
- Donna che ama (The Battle of the Sexes), regia di David W. Griffith - non accreditata (1914)
- Amore di madre o Home, Sweet Home, regia di D.W. Griffith (1914)
- The Escape, regia di David W. Griffith (1914)
- Ragnatela (The Avenging Conscience: or 'Thou Shalt Not Kill'), regia di David W. Griffith - non accreditata (1914)
- La nascita di una nazione (Birth of a Nation), regia di David W. Griffith (1915)
- Intolerance: Love's Struggle Throughout the Ages, regia di David W. Griffith - non accreditata (1916)
- Cuori del mondo (Hearts of the World), regia di David W. Griffith - non accreditata (1918)
- Agonia sui ghiacci (Way Down East), regia di David W. Griffith - non accreditata (1920)
- Amore d'altri tempi (Dream Street), regia di David W. Griffith (1921)
- Orphans of the Storm, regia di David W. Griffith (1921)
- America, regia di David W. Griffith  (1924)
- Le disgrazie di Adamo (Fig Leaves), regia di Howard Hawks (1926)
- La scimmia che parla (The Monkey Talks), regia di Raoul Walsh (1927)
- Black Waters, regia di Marshall Neilan (1929)
- The Pay-Off, regia di Lowell Sherman (1930)
- Found Alive, regia di Charles Hutchison (1933)
- Police Call, regia di Phil Whitman  (1933)
- Ship of Wanted Men, regia di Lewis D. Collins  (1933)
- Public Stenographer, regia di Lewis D. Collins (1934)

### Attrice
- Le due orfanelle (Orphans of the Storm) di David W. Griffith (1921)